# Sammie Spades
Sammie Spades (* 30. Dezember 1986 in Buffalo, New York) ist eine US-amerikanische Schauspielerin und Pornodarstellerin. Ihr bürgerlicher Name ist Samantha Koithan.

## Leben und Karriere
Während ihres Studiums in Buffalo lernte Koithan auf einem Bankett Hillary Clinton kennen und absolvierte später in Clintons Büro ein Praktikum. Im späteren Verlauf ihrer Karriere kam Koithan von ihrem gewünschten Karriereverlauf in der Politik ab und begann aus Geldmangel mit der Mitwirkung in Pornofilmen.
Nach mehreren Jahren als aktive Darstellerin in Pornofilmen spielte sie 2014 auch in der Erotikkomödie Sexually Bugged! von Jim Wynorski mit.

## Filmografie (Auswahl)

### Pornografie
- 2009: ATK Perfect Pussy 2
- 2009: Raylene Returns
- 2009: Sperm Receptacles 5
- 2012: Strap On Anal Lesbians
- 2013: Anal Sweetness
- 2013: Office Sluts

### Fernsehen
- 2014: Sexually Bugged!